# Fiebre del oro en Brasil
La fiebre del oro en Brasil fue una fiebre del oro que comenzó en la década de 1690, en la entonces colonia portuguesa de Brasil en el Imperio portugués. La fiebre del oro abrió la principal zona productora de oro de Ouro Preto (oro negro, en portugués), entonces acertadamente llamada Vila Rica ("Ciudad Rica"). Finalmente, la fiebre del oro brasileña creó el período de fiebre del oro más largo del mundo y las minas auríferas más grandes de América del Sur.
La fiebre comenzó cuando los bandeirantes descubrieron grandes depósitos de oro en las montañas de Minas Gerais. Los bandeirantes eran aventureros que se organizaban en pequeños grupos para explorar el interior de Brasil. Muchos bandeirantes tenían antecedentes mixtos de indígenas y europeos que adoptaron las costumbres de los nativos, lo que les permitió sobrevivir en la selva tropical interior. Mientras los bandeirantes buscaban cautivos indígenas, también buscaban riquezas minerales, lo que llevó al descubrimiento del oro.
Más de 400 mil portugueses y 500 mil esclavos africanos acudieron a la región a explotar oro. Mucha gente abandonó las plantaciones de azúcar y los pueblos de la costa nordeste para ir a la región del oro. En 1725, la mitad de la población de Brasil vivía en el sureste de Brasil.
Oficialmente, se enviaron 800 toneladas métricas de oro a Portugal en el siglo XVIII. Otro oro circulaba ilegalmente y aún quedaba otro oro en la colonia para adornar iglesias y para otros usos.
El municipio de Ouro Preto se convirtió en la ciudad más poblada de América Latina, contando con unas 40 mil personas en 1730 y, décadas después, 80 mil. En ese momento, la población de Nueva York era menos de la mitad de ese número de habitantes y la población de São Paulo no superaba los 8 mil.
Minas Gerais fue el centro minero de oro de Brasil. El trabajo esclavo se utilizó generalmente para la mano de obra. El descubrimiento de oro en la zona provocó una gran afluencia de inmigrantes europeos y el gobierno decidió traer burócratas de Portugal para controlar las operaciones. Establecieron numerosas burocracias, a menudo con deberes y jurisdicciones en conflicto. En general, los funcionarios demostraron ser desiguales para la tarea de controlar esta industria tan lucrativa. En 1830, la Compañía Minera St. John d'el Rey, controlada por los británicos, abrió la mina de oro más grande de América Latina. Los británicos aportaron técnicas modernas de gestión y experiencia en ingeniería. Ubicada en Nova Lima, la mina produjo mineral durante 125 años.

## Fiebre del oro de Cuiabá
En 1718 o 1719 se encontraron depósitos de oro en el río Cuiabá, unos 1400 km al noroeste de São Paulo y Ouro Preto, en un país mayormente no colonizado. El efecto prolongado de la fiebre del oro fue extender el dominio portugués desde el noroeste de São Paulo hacia la actual frontera con Bolivia.
Los descubridores fueron Pascoal Moreira Cabral Leme y Antonio Pires de Campos. Miguel Sutil encontró media arroba de oro en un día cerca del actual Cuiabá. El área pronto tuvo una población de 7 mil habitantes, incluidos 2600 esclavos, y producía 400 arrobas de oro al mes.  La Vila Real do Senhor Bom Jesus de Cuiabá fue fundada en 1727. Los precios eran enormes debido a la larga distancia. En 1728, cuando se abrieron cofres de oro de Cuiabá en Lisboa, se descubrió que contenían plomo. Los culpables nunca fueron encontrados. Los depósitos pronto se agotaron y en 1737 solo había 7 hombres blancos y algunos esclavos en la ciudad de Cuiabá.

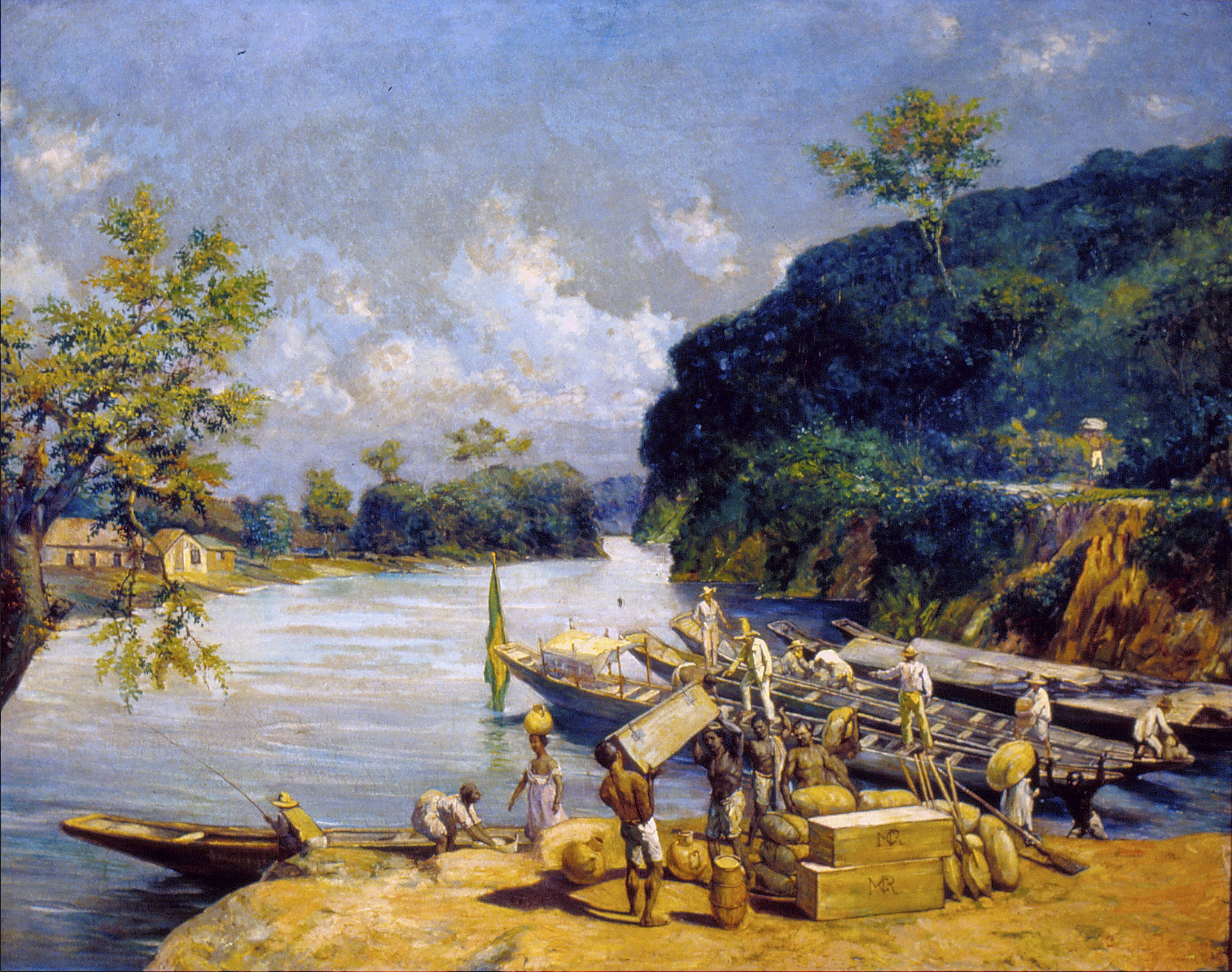
Carga de canoas, pintura de Oscar Pereira da Silva. Museo Paulista.

La ruta de 3500 km a los campos de oro recorría 155 km por tierra desde Sao Paulo hasta Porto Feliz, por el río Tietê y el río Paraná, subiendo por el río Pardo, un transporte de 13 km en Camapuã, por los ríos Coxim y Taquari a través del Pantanal, y hasta el río Paraguay y Cuiabá. Había alrededor de 100 rápidos. El viaje de ida, cargado de pasajeros y carga, comenzaba durante la marea alta de marzo a junio y tomaba de cinco a siete meses. El viaje de regreso, cargado de oro, duraba unos cuantos meses. El convoy de 1726 constaba de 305 canoas y más de 3000 personas. Estos convoyes eran llamados monzones.
Además de los rápidos y los mosquitos, también había indios. El convoy de 1720 fue aniquilado por desconocidos. En 1725, los payaguaes (un pueblo canoero en el Paraguay) aniquilaron un convoy y sólo dos escaparon. En 1728 atacaron a algunos bandeirantes y liberaron a sus cautivos del pueblo paraesi. En 1730 mataron a 400 personas y capturaron 600 arrobas (900 kilos) de oro. No comprendieron su valor, arrojaron gran parte al río y comercializaron 150 kilos a españoles río abajo. Un español cambió una placa de hojalata por cinco libras de oro. Algunos sobrevivientes de la incursión de 1730 caminaron por tierra hasta Camapuã. Un convoy de 1733 tenía solo cuatro supervivientes. Las expediciones punitivas fracasaron hasta 1734 cuando una fuerza de 842 hombres destruyó un pueblo de Payagua.